# Dorvalino Dacorégio
Dorvalino Dacorégio (Grão-Pará, 29 de julho de 1960) é um político brasileiro.

## Carreira
Foi vereador do município de Grão-Pará na 8ª legislatura, de 1993 a 1996.
Foi prefeito de Grão-Pará na 9ª legislatura, de 1997 a 2000.
Foi Diretor da Escola de Educação Básica Dr. Miguel de Patta.
Foi Secretário Municipal dos Transportes em 02.2011, e de Obras por volta de 2012.